# Leda mit ihren Kindern (Giampietrino)
Kniende Leda mit ihren Kindern ist ein Renaissancegemälde des Leonardo-da-Vinci-Schülers Giampietrino. Das Gemälde gehört zum Bestand der Sammlung der Gemäldegalerie Alte Meister in Kassel.

## Einordnung
Die Ursprünge des Gemäldes gehen auf Studien Leonardo da Vincis zu einem nicht mehr erhaltenen Gemälde zurück, die sich heute in Windsor Castle, im Museum Boijmans Van Beuningen in Rotterdam und im englischen Landschloss Chatsworth House befinden.
Die schöne Königstochter Leda wird von Zeus verführt, der sich ihr in Gestalt eines Schwans nähert. Noch in der gleichen Nacht schläft sie mit ihrem Mann Tyndareos. Aus dieser Verbindung gehen zwei Zwillingspaare hervor, die schöne Helena und der unsterbliche Dioskure Polydeukes als Nachkommen des Zeus und Klytaimnestra und der sterbliche Dioskure Kastor als Nachkommen des Tyndareos, König von Sparta. Während der Schwan auf dem Kasseler Gemälde ausgespart ist, zeugen die Eierschalen, aus denen die Kinder schlüpfen, von der göttlichen Liaison.
Bei Untersuchungen mit Hilfe der Infrarot-Reflektografie wurden zwei Unterzeichnungen entdeckt: eine Unterzeichnung der Leda mit ihren Kindern, die mit der späteren Ausführung übereinstimmt und eine exakte, mit der spolvero-Technik aufgetragene Unterzeichnung nach Leonardos Hl. Anna Selbdritt (Louvre). Damit ist die Existenz eines heute verlorenen Anna Selbdritt Kartons nachgewiesen. Ob auch die Leda mit ihren Kindern auf einen verschollenen Karton Leonardos zurückgeht, ist ungeklärt. Als Vorlage könnte ihm die Venus Doidalses gedient haben. Den figürlichen Teil mit monumentaler und zentraler Wirkung der Leda führte um 1515/20 Giampietrino aus. Die nordische Landschaft mit ihren reichen Details stammt von dem Landschaftsmaler Cesare Bernazzano, der auch bei weiteren Leonardo da Vinci-Schülern Landschaften in deren Gemälde hinzufügte. Die sehr plastisch wiedergegebenen Figuren mit kompliziert ausgeführter Körpertorsion der knienden Leda bilden einen auffälligen Kontrast zur Fernlandschaft, die mit dem perspektivischen Mittel der Luftperspektive dargestellt ist.
Johann Wolfgang von Goethe bewunderte das Bild in Kassel 1779, 1783, 1792 und 1801 als Gemälde Leonardo da Vincis.

## Provenienz
Das Gemälde wurde 1756 bei einer Auktion von Landgraf Wilhelm VIII. von Hessen-Kassel erstanden im Glauben, das Gemälde sei eine Caritas-Darstellung von Leonardo da Vinci, da ein Kind und die Eierschalen von fremder Hand übermalt waren. Im Koalitionskrieg ließ Kurfürst Wilhelm I. das Gemälde 1806 zum Schutz vor den anrückenden französischen Truppen der Grande Armée in die Sababurg bringen. Jedoch wurde das Versteck verraten und General Joseph Lagrange beschlagnahmte das Gemälde als Kriegsbeute. Das Bild sollte sein Ziel, Schloss Malmaison, Sitz der Kaiserin Joséphine, jedoch nie erreichen. Das Meisterwerk ging in den Kriegswirren verloren und tauchte erst 1821 wieder in Pariser Privatbesitz auf. Der Mannheimer Kunsthändler Dominik Artaria bot das Gemälde Kurfürst Wilhelm I. zum Rückkauf an, der das Angebot aber strikt ablehnte. Durch den belgischen Maler und Kunsthändler Pierre Joseph Lafontaine gelangte es in die Kunstsammlung des niederländischen Königs Wilhelm II. in Den Haag. Nach der Versteigerung seiner Sammlung in einer öffentlichen Auktion 1850 ging das Gemälde in den Besitz seines Bruders Prinz Frederik von Oranien Nassau und 1883 per Nachlass an das Haus Nassau-Weilburg nach Neuwied. Für 150.000 RM erwarb Gauleiter Erich Koch das Gemälde, der es am 12. Januar 1940 Hermann Göring zum Geburtstag schenkte. Göring fügte die Leda mit ihren Kindern seiner umfangreichen privaten Aktsammlung der Gotik und Renaissance in Carinhall hinzu.
Nach Ende des Zweiten Weltkriegs wurde das Gemälde zum Central Collecting Point nach München gebracht und anschließend unter Treuhandverwaltung gestellt. 1962 wurde das Gemälde vom Land Hessen zurückerworben.